# Nagakura Shinpachi
Nagakura Shinpachi (永倉 新八, 23 mai 1839-5 janvier 1915) est le capitaine du 2e groupe de combat du Shinsen gumi, le plus puissant des groupes de samouraïs qui, sous les ordres du shogun Tokugawa, doit maintenir l'ordre à Kyoto durant le Bakumatsu à la fin de l'ère Edo (1860-1868). Il est l'un de leurs escrimeurs les plus doués.

## Biographie
Shinpachi est membre du « trio de comédiens », groupe qui incluait Harada Sanosuke, Tōdō Heisuke et lui-même, tous trois capitaines de divisions du Shinsen gumi.
Après que Okita Sōji, capitaine de la 1re division, contracte la tuberculose, Nagakura commande parfois à la fois les 1er et 2e groupes.
Après que le gouvernement de Meiji est installé, il change son nom en Sugimura Yoshie. Dans la 15e année de Meiji (1882), il fait un saut à Hokkaido et devient instructeur de kendo dans une prison. Nagakura démissionne après plusieurs années, et construit quelques tombes pour ses anciens amis du Shinsen gumi. Il écrit plus tard un livre (Shinsen gumi tenmatsu ki) sur ses jours au Shinsen gumi, qui semble être le facteur principal de sa renommée. Nagakura meurt le 5 janvier 1915, 4e année de Taisho à 75 ans.